# Apornas planet (roman)
Apornas planet (originaltitel: La planète des singes) är en franskspråkig science fiction-roman från 1963 av Pierre Boulle. Boken gav inspiration till filmerna med samma namn.